# Scandia
Scandia es un género de plantas fanerógamas de la familia de las apiáceas.  Comprende 2 especies descritas.

## Taxonomía
El género fue descrito por John Wyndham Dawson y publicado en New Zealand Journal of Botany 5: 407. 1967. La especie tipo es: Scandia geniculata (G.Forst.) J.W.Dawson

## Especies
A continuación se brinda un listado de las especies del género Scandia aceptadas hasta septiembre de 2012, ordenadas alfabéticamente. Para cada una se indica el nombre binomial seguido del autor, abreviado según las convenciones y usos.
- Scandia geniculata (G.Forst.) J.W.Dawson
- Scandia rosifolia (Hook.f.) J.W.Dawson